# إيه (يخت بمحرك)
إيه هو يخت فاخر من تصميم فيليب ستارك وبناء شركة بلوم+فوس،اليخت مملوك من قبل رجل الأعمال الروسي أندريه ميلينشينكو.